# Võ Văn Thưởng từ chức Chủ tịch nước
Vào ngày 20 tháng 3 năm 2024, truyền thông nhà nước Việt Nam đưa tin về việc Ban Chấp hành Trung ương Đảng quyết định cho phép Võ Văn Thưởng, người giữ chức Ủy viên Bộ Chính trị, Ủy viên Trung ương Đảng và Chủ tịch nước Cộng hòa Xã hội chủ nghĩa Việt Nam từ nhiệm. Ông trở thành chủ tịch nước thứ hai tại Việt Nam từ chức trong vòng một nhiệm kỳ. Việc ông từ chức được cho là phải "chịu trách nhiệm người đứng đầu", "vi phạm về quy định những điều đảng viên không được làm" và một số lý do khác. Tuy nhiên, trong các báo cáo không đề cập đến các hành vi sai trái của ông. Theo truyền thông phương Tây, các sai phạm của ông có thể liên quan đến Tập đoàn Phúc Sơn trong thời gian làm Bí thư tỉnh Quảng Ngãi. Việc ông từ chức đã dẫn đến nhiều lo ngại về nền chính trị ổn định trong nhiều năm của Việt Nam.
Chỉ với hơn 1 năm 1 tháng nhiệm kỳ, ông trở thành Chủ tịch nước Việt Nam có thời gian tại nhiệm ngắn nhất lịch sử. Từ năm 2016 đến nay, chưa Chủ tịch nước nào của Việt Nam tại vị hết một nhiệm kỳ.

## Bối cảnh

### Các sai phạm tại Tập đoàn Phúc Sơn
Vào tối ngày 26 tháng 2 năm 2024, đại diện Bộ Công an Việt Nam – Trung tướng Tô Ân Xô đã thông tin và công bố hàng loạt các sai phạm tại Tập đoàn Phúc Sơn. Đến ngày 8 tháng 3, vụ án được mở rộng sang các tỉnh thành khác nhau trong đó có Quảng Ngãi với nhiều cán bộ bị bắt giữ bao gồm Cao Khoa giữ từng chức vụ Chủ tịch Ủy ban nhân dân tỉnh Quảng Ngãi nhiệm kỳ 2011–2014. Đến ngày 23 tháng 8, Lê Viết Chữ – Nguyên Chủ tịch ủy ban dân dân tỉnh Quảng Ngãi nhiệm kỳ sau Cao Khoa cũng đã bị bắt giữ do các sai phạm có liên quan. Trong giai đoạn diễn ra các sai phạm của Cao Khoa và Lê Viết Chữ, Võ Văn Thưởng đang giữ chức vụ Bí thư tỉnh Quảng Ngãi. Sau đó, từ tháng 4 năm 2014 đến tháng 1 năm 2016, ông còn được giữ chức Ủy viên Ban chấp hành Trung ương Đảng, Phó Bí thư Thường trực Thành ủy Thành phố Hồ Chí Minh. Giai đoạn ông giữ các chức vụ tại Thành phố Hồ Chí Minh cũng đã diễn ra các sai phạm tại Tập đoàn Vạn Thịnh Phát.

### Chiến dịch đốt lò
Từ ngày 17 tháng 3, Reuters đã bắt đầu lan truyền thông tin rò rỉ liên quan đến cuộc họp bất thường của Quốc hội Việt Nam nhằm thảo luận về "các vấn đề nhân sự" mà ở đây hãng thông tấn này cho rằng Chủ tịch nước Võ Văn Thưởng sẽ từ chức. Trước đó, chính phủ Việt Nam cũng đã hoãn chuyến thăm của Vương thất Hà Lan đến Việt Nam vào ngày 21 tháng 3, trùng vào ngày diễn ra cuộc họp bất thường, do "tình hình nội bộ". Việt Nam sau đó cũng không đề nghị thời điểm khác cho chuyến thăm của Vương thất Hà Lan. Tương tự, Chủ tịch Ngân hàng Thế giới cũng đã phải hoãn chuyến thăm Việt Nam trong tuần. Trước ông Võ Văn Thưởng, trong Chiến dịch đốt lò của Tổng Bí thư Đảng Cộng sản Việt Nam Nguyễn Phú Trọng, nhiều cán bộ cấp cao cũng đã phải rời khỏi vị trí của mình như Nguyễn Xuân Phúc từ chức do phải "chịu trách nhiệm người đứng đầu", Chu Ngọc Anh bị xét xử 3 năm tù giam, Nguyễn Thanh Long bị xét xử 18 năm tù giam,... do những sai phạm liên quan đến Việt Á. Chiến dịch này được gia tăng mạnh mẽ hơn trong vòng 2 năm qua. Có cáo buộc cho rằng nó đang được sử dụng cho mục đích chính trị nhằm tranh giành quyền lực nội bộ, Bộ Ngoại giao Việt Nam đã phát biểu phủ nhận cáo buộc này.

### Trước thềm Đại hội Đảng Cộng sản Việt Nam lần thứ 14
Vào năm 2021, Nguyễn Phú Trọng đã tiếp tục tái đắc cử nhiệm kỳ thứ 3 liên tiếp trong Đại hội Đảng Cộng sản Việt Nam lần thứ 13 trở thành Tổng Bí thư Đảng Cộng sản Việt Nam trong 3 nhiệm kỳ liên tiếp. Ông là 1 trong 10 trường hợp "đặc biệt" đắc cử vào Ban Chấp hành Trung ương Đảng Cộng sản Việt Nam. Vào năm 2024, ở độ tuổi 79, sức khỏe của ông Trọng được cho là suy giảm. Hồi ngày 14 tháng 4 năm 2019, khi ông Trọng đắc cử nhiệm kỳ thứ hai cũng được cho là bị đột quỵ khi đang công tác tại Kiên Giang. Trong nhiều lần công khai sức khỏe với báo chí, ông Trọng cũng khẳng định bản thân mình "không khỏe lắm". Trước khi bế mạc Đại hội lần thứ 13, ông Trọng cũng có phát biểu về tình hình sức khỏe của mình, "Bây giờ tôi không được khỏe lắm, tuổi cũng đã cao, cũng xin nghỉ rồi, thế nhưng Đại hội bầu phải làm, Đảng viên thì phải chấp hành". Theo truyền thông phương Tây, vì ảnh hưởng sức khỏe và ở giai đoạn tuổi tác cao, nhiều khả năng cao ông không thể tiếp tục nhiệm kỳ mới với vai trò Tổng Bí thư Đảng Cộng sản Việt Nam. Trước Đại hội Đảng Cộng sản Việt Nam lần thứ 14, nhiều đối thủ bắt đầu chen chân hạ bệ nhau để tranh giành quyền lực và kế nhiệm ông Trọng.

## Từ chức và miễn nhiệm
Vào ngày 20 tháng 3 năm 2024, Ban Chấp hành Trung ương Đảng Cộng sản Việt Nam khóa XIII đã có cuộc họp bất thường. Ngay sau cuối phiên họp theo thông cáo từ Văn phòng Trung ương Đảng Cộng sản Việt Nam, Ban Chấp hành Trung ương Đảng khóa XIII chính thức thông tin xác nhận cho phép thôi giữ chức vụ, nghỉ công tác và nghỉ hưu đối với Võ Văn Thưởng, người được xem là Chủ tịch nước trẻ nhất Việt Nam khi nhậm chức. Ông từng giữ các chức vụ như Ủy viên Bộ Chính trị, Ủy viên Ban Chấp hành Trung ương Đảng khóa XIII, Chủ tịch nước Cộng hòa xã hội chủ nghĩa Việt Nam và Chủ tịch Hội đồng Quốc phòng và an ninh nhiệm kỳ 2021 – 2026. Lý do từ chức của ông được cho rằng là đã "vi phạm Quy định về những điều đảng viên không được làm, Quy định về trách nhiệm nêu gương của cán bộ, đảng viên,..." và "chịu trách nhiệm người đứng đầu". Thông cáo cũng nhấn mạnh "Những vi phạm, khuyết điểm của ông Võ Văn Thưởng đã gây dư luận xấu, làm ảnh hưởng đến uy tín của Đảng, Nhà nước và cá nhân ông". Mặc dù vậy, những vi phạm, khuyết điểm cụ thể của ông là gì lại không được công bố. Tuy nhiên, nhiều thông tin cho rằng ông Thưởng có liên quan đến những sai phạm ở Tập đoàn Phúc Sơn khi Cơ quan Cảnh sát điều tra, Bộ Công an đang có nhiều cuộc điều tra sai phạm liên quan đến cán bộ ở Vĩnh Phúc, Quảng Ngãi và Vĩnh Long. Trong khi đó, ông Thưởng lại từng có nhiệm kỳ giữ chức vụ Bí thư tỉnh Quảng Ngãi kéo dài từ năm 2011 đến năm 2014. Ngoài ra, ông Thưởng còn từng là đảng viên cao cấp tại Thành phố Hồ Chí Minh, nơi đang xét xử vụ án sai phạm nghiêm trọng tại Vạn Thịnh Phát – vụ lừa đảo tài chính lớn nhất Việt Nam do Trương Mỹ Lan cầm đầu.
Tại kỳ họp bất thường lần thứ 6 của Quốc hội Việt Nam diễn ra tại Nhà Quốc hội diễn ra vào sáng ngày 21 tháng 3, Quốc hội khóa XV chính thức miễn nhiệm chức vụ Chủ tịch nước Cộng hòa xã hội chủ nghĩa Việt Nam của Võ Văn Thưởng thuộc Đoàn đại biểu Quốc hội thành phố Đà Nẵng và đồng thời thôi làm Đại biểu Quốc hội Khóa XV. Tổng cộng có khoảng 88% phiếu từ các Đại biểu Quốc hội ủng hộ việc miễn nhiệm ông khỏi chức Chủ tịch nước. Cuộc bầu cử Chủ tịch nước Cộng hòa xã hội chủ nghĩa Việt Nam có thể diễn ra tại phiên họp Quốc hội thường kỳ tiếp theo vào tháng 5 hoặc sớm hơn.

## Ảnh hưởng
Trong ngày 20 tháng 3, Ủy viên Thường vụ Quốc hội thông báo về quyết định triệu tập các Đại biểu Quốc hội Việt Nam tham dự Kỳ họp bất thường lần thứ 6, Quốc hội Việt Nam khóa XV để quyết định công tác nhân sự. Trong thời gian khuyết Chủ tịch nước, Phó Chủ tịch nước Việt Nam Võ Thị Ánh Xuân sẽ tạm thời giữ quyền Chủ tịch nước Cộng hòa xã hội chủ nghĩa Việt Nam. Đây là lần thứ hai mà bà giữ Quyền Chủ tịch nước. Việc ông Thưởng từ chức sau 1 năm 1 tháng khiến ông trở thành Chủ tịch nước Việt Nam có thời gian tại vị ngắn nhất lịch sử nước này. Trước đó vào ngày 18 tháng 2, khi có thông tin lan truyền về việc Chủ tịch nước Việt Nam sắp từ chức, sàn giao dịch chứng khoán Thành phố Hồ Chí Minh, sàn giao dịch chính của Việt Nam vào cùng ngày đã ghi nhận sụt giảm 3%. Vào ngày diễn ra kỳ họp bất thường của Quốc hội, chỉ số VN-Index của chứng khoán Việt Nam tăng 1% vào đầu phiên giao dịch trước khi bắt đầu giảm mức tăng trưởng. Trong khi đó, đồng ít thay đổi và đang lơ lửng ở mức gần thấp kỷ lục của đồng tiền này.

## Phản ứng

### Chính quyền địa phương
Trước khi thông cáo Võ Văn Thưởng từ chức một ngày, khi được hỏi về việc thay đổi trong công tác nhân sự tại Việt Nam, Tổng Bí thư Đảng Cộng sản Việt Nam Nguyễn Phú Trọng có trả lời về việc tồn tại "các phần tử xấu, cơ hội, thù địch cũng nhân cơ hội này tìm mọi cách xuyên tạc, tung tin, tác động, chia rẽ nội bộ [...] nhằm phá hoại công tác nhân sự nói riêng, công tác xây dựng Đảng nói chung [...], rất thâm độc và nguy hiểm". Trong chuyến công du đến Hoa Kỳ vào ngày 26 tháng 3, Bộ trưởng Bộ Ngoại giao Việt Nam Bùi Thanh Sơn cho biết việc từ chức của ông Võ Văn Thưởng sẽ không ảnh hưởng đến chính sách đối ngoại và kinh tế của Hà Nội, khi nước này hoạch định chính sách theo tập thể. Ông Sơn cũng đã đề cập đến chiến dịch phòng chống tham nhũng của nước này khi được hỏi về vụ từ chức. Ông cho rằng, "(nếu) một hoặc hai lãnh đạo từ chức thì cũng không thay đổi được tình hình". Cũng trong và sau giai đoạn ông Thưởng từ chức, Lê Hoài Trung – Bí thư Trung ương Đảng, Trưởng ban Đối ngoại Trung ương đã có cuộc gặp gỡ Thái Kỳ – Ủy viên Thường vụ Bộ Chính trị, Bí thư Ban Bí thư, Chánh Văn phòng Trung ương Đảng Cộng sản Trung Quốc và Vương Nghị – Bộ trưởng Bộ Ngoại giao Trung Quốc. Theo BBC News, trong chuyến thăm này có khả năng phái đoàn của Đảng Cộng sản Việt Nam cũng đã thông tin trấn an về diễn biến chính trị của nước này.

### Truyền thông đại chúng
Theo The New York Times, việc Võ Văn Thưởng từ chức sẽ khiến nhiều quan chức trong hệ thống đơn đảng Việt Nam phải cảm thấy lo lắng và đây có thể là "dấu hiệu cho một cuộc tranh giành quyền lực nội bộ vì tương lai Việt Nam". Theo Nguyễn Khắc Giang, Viện Nghiên cứu Đông Nam Á cho biết "Hai chủ tịch nước Việt Nam từ chức trong vòng hai năm không phải là dấu hiệu tích cực đối với một quốc gia thường được ca ngợi về sự ổn định chính trị". Ông Giang cho rằng, Việt Nam sẽ bước vào thời kỳ tranh giành quyền lực "căng thẳng" khi bước vào đợt chuyển giao quyền lực tiếp theo vào năm 2026. Liên tiếp có những chủ tịch nước Việt Nam từ chức có thể sẽ khiến các nhà đầu tư nước ngoài đầu tư vào Việt Nam cảm giác lo sợ vì đã từng tin tưởng quốc gia này mang lại môi trường chính trị ổn định. Theo Reuters, việc ông Thưởng từ chức sẽ khiến nhiều chính sách và hành chính chậm lại cho các quan chức Việt Nam lo lắng về diễn biến của chiến dịch phòng chống tham nhũng. Không chỉ vậy, việc này còn ảnh hưởng nhiều đến tâm lý của các nhà đầu tư vào việc khi khi quan ngại về việc liên tục thay đổi các lãnh đạo cấp cao. Đại diện Việt Nam Quỹ Konrad Adenauer của Đức – Florian Feyerabend cho rằng những diễn biến gần đây đã đặt ra những nghi vấn cho "khả năng dự đoán, độ tin cậy và hoạt động nội bộ" của Việt Nam. Mặc dù vậy, tổng thể hệ thống chính trị Việt Nam vẫn ổn định và chính sách đối ngoại của Việt Nam đối với Hoa Kỳ lẫn Trung Quốc sẽ không thay đổi. Việc ông Thưởng từ chức được xem là khá bất ngờ khi nhiều tờ báo cho rằng ông là người thân cận nhất của Tổng Bí thư Đảng Cộng sản Việt Nam – người khởi xướng chiến dịch đốt lò. Sự việc ông Võ Văn Thưởng từ chức cũng đã được báo Người Việt nhắc lại sau khi Vương Đình Huệ từ chức Chủ tịch Quốc hội vào ngày 26 tháng 4 do cách từ chức được cho là "tương tự".
Nhà báo Aniruddha Ghosal chia sẻ trên The Washington Post, việc ông Thưởng từ chức cho thấy sự gia tăng đáng kể quyền lực của các cơ quan thực thi của Đảng và nhà nước Việt Nam vào vấn đề này. Chiến dịch phòng chống tham nhũng được miêu tả là "lò lửa" đã giúp củng cố quyền lực cho người lãnh đạo cao nhất, nhưng các phe phái trong Đảng cũng đang lợi dụng nó để thanh trừng đối thủ. Trong khi đó, Đài Tiếng nói Hoa Kỳ cho rằng, từ trước đến nay chưa bao giờ vị trí Chủ tịch nước Việt Nam lại "bấp bênh" đến vậy. Từ năm 2016 đến nay, chưa Chủ tịch nước Việt Nam nào giữ được chiếc ghế này hết một nhiệm kỳ. Darren Tay, chuyên gia kinh tế tại BMI, công ty Fitch Solutions cho rằng, việc ông Thưởng ra đi cho thấy vị trí lãnh đạo kế nhiệm của ông Trọng vẫn đang còn trống. Theo The Guardian, các nỗ lực phòng chống tham nhũng của Việt Nam không hề chậm lại và hiện giờ không rõ đích đến sẽ là gì, "che mờ tương lai ngắn hạn" của một quốc gia mà trước đây được cho là nền chính trị ổn định và trầm lặng. Tuy nhiên, mặt trái của chiến dịch này chính là việc các quan chức bắt đầu thận trọng và làm việc an toàn hơn, làm chậm tiến độ các dự án do tránh phạm phải sai lầm. Nguyễn Anh Đức, người đứng đầu bộ phận bán hàng của Công ty Cổ phần Chứng khoán SSI có chia sẻ trên Bloomberg News, "Quan điểm của Chủ tịch nước không liên quan nhiều đến nền kinh tế nên các nhà đầu tư cho rằng sẽ không có thay đổi nào về triển vọng thị trường".